# هارتنشتاين (فرانكونيا الوسطى)
بَلدَة هَارتِنشتَاين (بالأَلمانِيَّة: Gemeinde Hartenstein) هي بَلدَة أَلمانِيَّة في مِنطَقَة نُورنٍبِيْرِغر لَانْد التَّابِعة لِمُحافظة فرانْكُونيَا الوُسْطَى في وِلاَية باڤارِيا في جُمهُوريَّة أَلمَانيَا الاِتّحاديّة بمِساحة تُقَدَّر بحَوالَي 25 كم².

## وُصلات خارجيّة
- الصّفحة الرّسميّة لِبَلدَة هَارتِنشتَآين (باللُّغَة الأَلمانِيَّة).